# Brits-Togoland
Brits-Togoland was een Brits mandaatgebied, klasse B, in West-Afrika.

## Geschiedenis
Op 26 augustus 1914 werd het Duitse protectoraat Togoland binnengevallen door Franse en Britse legers en na vijf dagen kort verzet gaf het land zich over. In 1916 werd het in twee administratieve zones verdeeld tussen Frankrijk (oostelijk deel; Frans-Togoland) en het Verenigd Koninkrijk (westelijk deel; Brits-Togoland). Na de Eerste Wereldoorlog werd Togoland officieel een mandaatgebied van de Volkenbond.
Na de Tweede Wereldoorlog werden de mandaatgebieden trustschappen van de Verenigde Naties. Brits-Togoland werd geregeerd vanuit het aanpalende Goudkust onder de naam Trans-Volta Togo.
In 1954 informeerde de Britse regering de VN dat ze het gebied niet meer konden regeren als Goudkust onafhankelijk werd. Daarom werd er een referendum gehouden en 58% van de stemgerechtigden koos voor aanhechting bij Goudkust. De vereniging werd officieel op 13 december 1956. Er werd nu één entiteit gevormd die Ghana zou heten en onafhankelijk werd op 6 maart 1957.
Brits-Kameroen · Brits-Togoland · Frans-Kameroen · Frans-Togoland · Nauru · Nieuw-Guinea (een onderdeel van het Territorium Papoea en Nieuw-Guinea) · Ruanda-Urundi · Somalië · Tanganyika · Trustschap van de Pacifische Eilanden · West-Samoa